# 92 f.Kr.

## Händelser

### Efter plats

#### Romerska republiken
- Gaius Claudius Pulcher och Marcus Perperna blir konsuler i Rom.
- I den första diplomatiska kontakten mellan Rom och Parterriket, träffar Lucius Cornelius Sulla ett partiskt sändebud, vilket leder till att båda parter erkänner floden Eufrat som gemensam gräns.
- Sulla kör ut Tigranes av Armenien från Kappadokien.
- Lucullus invaderar Armenia, vilket inleder de romersk-persiska krigen, som kommer att vara i sex århundraden.
- Gaius Sentius blir guvernör över Macedonia fram till 88 f.Kr.

## Födda
- Publius Clodius Pulcher, romersk politiker

## Avlidna
- Antiochos XI, kung över seleukiderna (drunknad)